# Bramley's Seedling (manzana)
Bramley's Seedling es el nombre de una variedad cultivar de manzano (Malus domestica).
Variedad de manzana triploide (su polen e estéril), procedente de plántula desarrollada por semillas de parentesco desconocido. Criado por Mary Ann Brailsford, en su jardín de Southwell, Nottinghamshire, Inglaterra entre 1809 y 1813 e introducido en 1865 por el viverista H. Merryweather. Exhibida por primera vez en 1876. Recibió un Certificado de Primera Clase de la Royal Horticultural Society en 1893. La manzana para cocinar más popular cultivada en el Reino Unido. Tolera bien las zonas de rusticidad USDA Hardiness Zones comprendidas entre mínimo de 4 a máximo de 9

## Sinónimos
- "Bramley",
- "Bramleys Samling",
- "Triomphe de Kiel".

## Historia
El primer árbol de semillero de Bramley creció a partir de pepitas plantadas por Mary Ann Brailsford cuando era una niña en su jardín en una cabaña de campo ("Cottage") en Southwell, Nottinghamshire, Inglaterra (Reino Unido) en 1809. Mary Ann se fue de la casa cuando se casó y posiblemente nunca vio las manzanas que se produjeron. Murió en 1852 sin saber que "su" plántula se haría famosa. El árbol que había plantado en el jardín se incluyó más tarde en la compra de la cabaña por un carnicero local, Matthew Bramley, en 1846. En 1856, un viverista local, Henry Merryweather, le preguntó si podía tomar esquejes del árbol y comenzar a vender las manzanas. Bramley estuvo de acuerdo, pero insistió en que las manzanas deberían llevar su nombre.
El 31 de octubre de 1862, se registró la primera venta de manzanos 'Bramley's Seedling' en las cuentas de Merryweather. Vendió "tres manzanos Bramley por 2 / - al Sr. Geo Cooper de Upton Hall". El 6 de diciembre de 1876, las manzanas Bramley fue altamente elogiadas en la exhibición del Comité de Exhibición de Frutas de la Royal Horticultural Society.

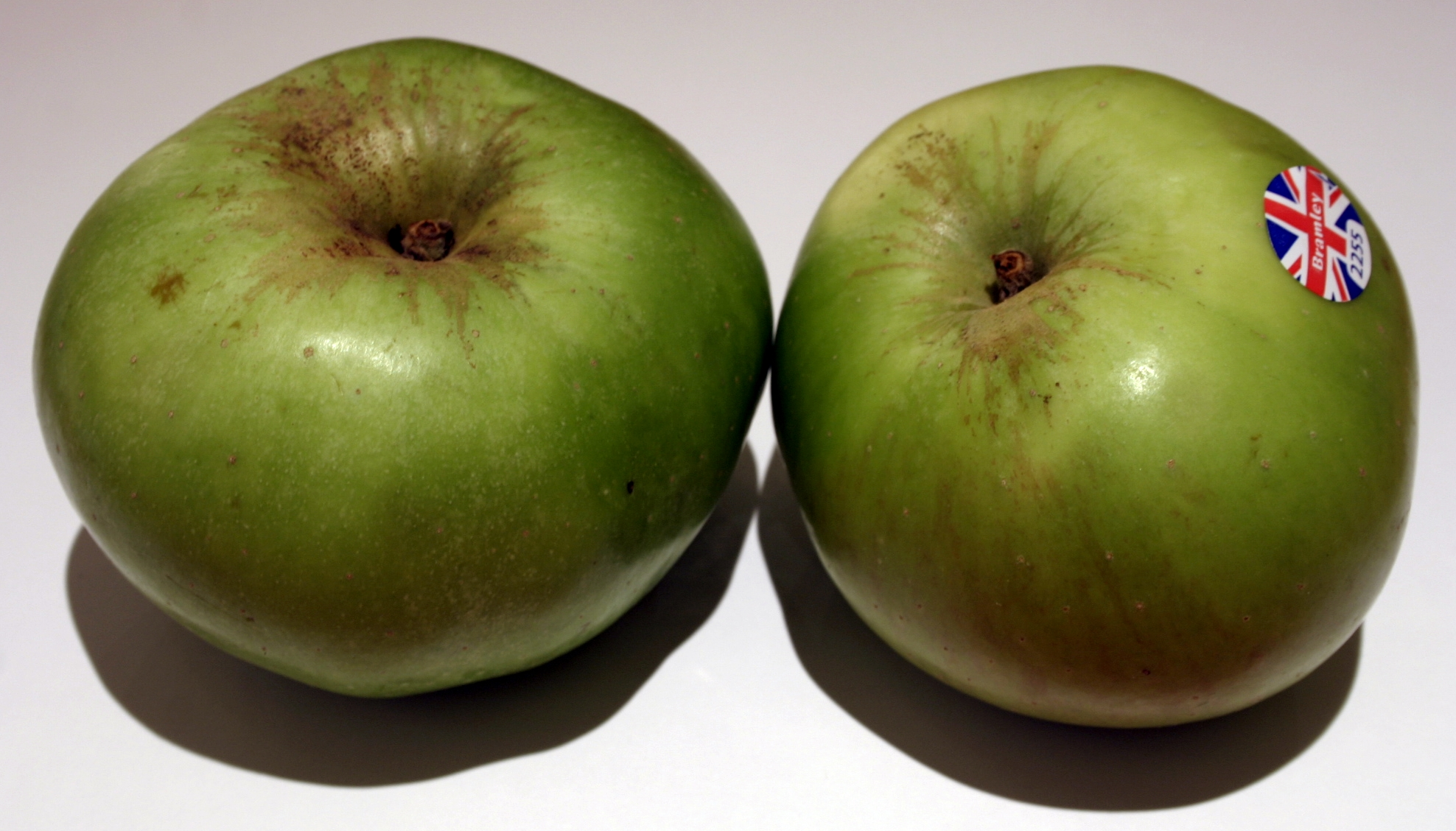
La manzana 'Bramley's Seedling' cultivada en Nottinghamshire.

En 1900, el árbol original fue derribado durante violentas tormentas; rebrotó y sobrevivió, y todavía está dando frutos dos siglos después de haber sido plantado. Sin embargo, en 2016 se informó que el árbol sufría una infección por hongos y podría estar muriendo. La variedad es ahora la manzana para cocinar más importante en Inglaterra y Gales, con 21,68 km² de plantaciones de esta variedad de manzana, el 95% del total de huertos de manzanas de uso en cocina en 2007.
Aunque la variedad 'Bramley's Seedling' es casi exclusivamente una variedad británica; sin embargo, también lo cultivan algunas granjas de los Estados Unidos, y pueden ser encontradas en Canadá, Australia, y en Japón.
La ciudad de Southwell alberga muchas celebraciones sobre la manzana 'Bramley's Seedling', incluido el "Bramley Apple Festival". El tercer sábado de octubre, la "Southwell Minster" acoge la ceremonia de apertura y el festival de comida y bebida. La casa rural "Bramley Apple Inn" se encuentra a pocas puertas del manzano original, que se considera un tesoro de la ciudad. En 2018, la casa del manzano situada en "27 Church Street" fue comprada por la universidad "Nottingham Trent University" para preservar el edificio y el árbol para la posteridad. El árbol se puede visitar con cita previa.
'Bramley's Seedling' se cultiva en la National Fruit Collection con el número de accesión: 1974-341 y Accession name: Bramley's Seedling (LA).

## Armagh Bramleys
Las manzanas 'Bramley's Seedling' cultivadas en el Condado de Armagh (es uno de los seis condados que forman Irlanda del Norte, parte del Reino Unido de Gran Bretaña e Irlanda del Norte), disfruta dentro de la Unión Europea del estatus de "Protected Geographical Indication"-(Indicación Geográfica Protegida). Las manzanas tienen un sabor más amargo que las cultivadas en Inglaterra, y se producen más de 40.000 toneladas al año.

## Características
'Bramley's Seedling' es un árbol muy vigoroso, resistente con tendencia a extenderse. Portador de espuela parcial. Prefiere suelos arcillosos bien drenados. Se adapta mejor a un clima costero. Tolerante a la sombra. Buenas cosechas anuales con cosechas más abundantes cada dos años (vecería). No responde bien al entrenamiento de espaldera. Le va bien las zonas de rusticidad USDA Hardiness Zones mínimo de 4 a máximo de 9. Tiene un tiempo de floración que comienza a partir del 6 de mayo con el 10% de floración, para el 12 de mayo tiene una floración completa (80%), y para el 18 de mayo tiene un 90% de caída de pétalos.
'Bramley's Seedling' tiene una talla de fruto de grande a muy grande; forma redonda y aplanada con cinco protuberancias distintas en la corona y lados frecuentemente acanalados, tiende a crecer algo ladeado; con nervaduras medias y corona de débil a medio; epidermis con color de fondo verde hierba, importancia del sobre color bajo, con color del sobre color lavado marronaceo, con sobre color patrón franjas rotas de color lavado marrón pardusco, presenta lenticelas oscuras, la epidermis se vuelve grasosa cuando madura, "russeting" (pardeamiento áspero superficial que presentan algunas variedades) muy bajo; cáliz de tamaño grande y parcialmente abierto, encajado en cuenca de profundidad media y muy ancha; pedúnculo es muy corto y robusto, colocado en una cavidad ancha y moderadamente profunda de la que a menudo irradian venas de color rojizo; carne de color blanco verdoso es tierna, crujiente y jugosa. Sabor jugoso con alto contenido de ácido, se suaviza en almacenamiento para volverse tierno y dulce. A veces, la carne se tiñe junto a la piel.
Su tiempo de recogida de cosecha se inicia a principios de octubre. Adquiere mejores cualidades organolépticas y gustativas después de un mes de almacenamiento. Se conserva bien durante cinco meses o más en cámara frigorífica.

## Progenie
'Bramley's Seedling' es el Parental-Madre de la variedades cultivares de manzana:
- Woolbrook Russet
- Byfleet Seedling
- Florence Bennett

'Bramley's Seedling' es origen de Desportes, nuevas variedades de manzana:
- Crimson Bramley

## Usos
Mientras que algunas personas disfrutan de la acidez de las 'Bramley's Seedling' en fresco, después de aproximadamente un mes de almacenamiento, se convierte en una sabrosa manzana de postre fresca. La mayoría las prefiere cocidas. Es particularmente bueno en tartas, migas y chutneys. 
Excelente como salsa, gracias en parte a su tendencia a volverse esponjosa y dorada.
Si bien no es adecuado para la sidra monovarietal, proporciona frescura a la sidra cuando se mezcla. Sus características para la sidra, Brix: 11.7 , Gravedad específica: 1.047, Acidez: 8.5

## Ploidismo
Triploide, auto estéril. Grupo de polinización: D, Día 15.

## Susceptibilidades
Resistentes a la sarna del manzano y al mildiu.